# 奇萊西托縣

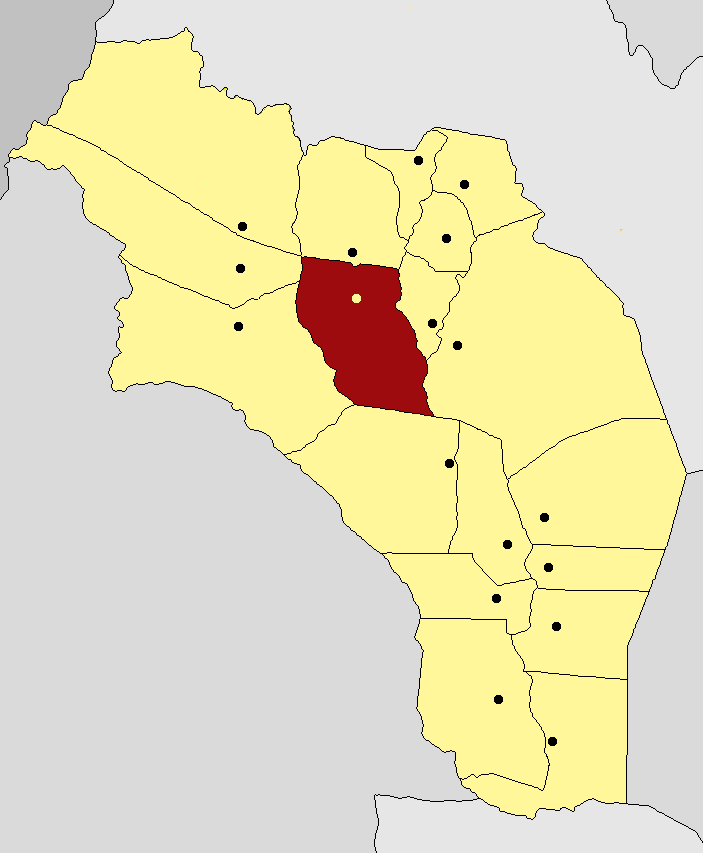

29°9′54″S 67°29′43″W / 29.16500°S 67.49528°W
奇萊西托縣（西班牙語：Departamento Chilecito），是阿根廷的縣份，位於該國西部拉里奧哈省，首府設於奇萊西托，面積4,846平方公里，2010年人口49,432，人口密度每平方公里10.2人。